# Eurycea wallacei
Haideotriton wallacei (tên tiếng Anh: Georgia Blind Salamander) là một loài kỳ giông trong họ Plethodontidae. Thông thường nó được xếp vào chi Eurycea, nhưng trước đây được coi là loài duy nhất thuộc chi Haideotriton. Nó là loài đặc hữu của Hoa Kỳ.
Các môi trường sống tự nhiên của chúng là carxtơ nội địa, hang, và chỗ ở ngầm dưới đất (không hẳn là hang). Nó bị đe dọa do mất môi trường sống.